# 4. pehotna divizija (Avstro-Ogrska)
4. pehotna divizija je bila pehotna divizija avstro-ogrske skupne vojske, ki je bila aktivna med prvo svetovno vojno.

## Zgodovina
Divizija je sodelovala v edini avstro-ogrsko-nemški ofenzivi na soški fronti.

## Poveljstvo
Poveljniki
- Rudolf Stöger-Steiner von Steinstätten: avgust 1914 - april 1915
- Karl Bellmond von Adlerhorst: april - junij 1915
- Eduard Jemrich von der Bresche: junij - julij 1915
- Ignaz Schmidt von Fussina: julij - september 1915
- Hugo Reymann: oktober 1915 - junij 1916
- Rudolf Pfeffer: julij 1916 - maja 1918
- Adolf von Boog: junij - julij 1918
- Karl Haas: avgust - november 1918

## Organizacija
Maj 1914
- 7. pehotna brigada
- 8. pehotna brigada
- 5. poljskotopniški polk
- 3. poljskohavbični polk

Maj 1918
- 7. pehotna brigada:

- 9. pehotni polk
- 99. pehotni polk

- 8. pehotna brigada:

- 8. pehotni polk
- 49. pehotni polk

- 4. jurišni bataljon
- 4. poljskoartilerijska brigada
- 32. poljskoartilerijska brigada
- 53. poljskoartilerijska brigada
- 2. eskadron, 15. dragonski polk
- 1. četa, 4. saperski bataljon